# Halosydna gelatinosa
Halosydna gelatinosa är en ringmaskart som först beskrevs av Sars 1835.  Halosydna gelatinosa ingår i släktet Halosydna och familjen Polynoidae. Inga underarter finns listade i Catalogue of Life.